# Ponur
Ponur – część budowli hydrotechnicznej zabezpieczającej dno na stanowisku górnym. Stosowany jest przede wszystkim w budowlach piętrzących (np. zapora, jaz). Ma postać szczelnej, ciężkiej płyty. Dzięki takiej konstrukcji nie tylko zabezpiecza dno rzeki przed rozmywaniem, ale także zwiększa stateczność budowli (przede wszystkim na przesunięcie) oraz wydłuża drogę filtracji. Współcześnie ponur wykonywany jest jako płyta betonowa lub żelbetowa.